# Léon Xanrof
|  |

Léon Alfred Fourneau, dit Xanrof, puis Léon Xanrof, né le 9 décembre 1867 à Paris 18e et mort le 17 mai 1953 à Paris 17e, est un auteur-compositeur et chansonnier français et montmartrois, auteur également de contes et nouvelles, comédies, revues et opérettes. Léon Fourneau avait pris pour nom de plume Xanrof, formé avec le mot latin fornax (« fourneau ») écrit à l'envers, avant d'adopter Léon Xanrof comme son nom légal.

## Biographie
Fils d'un médecin parisien, il se sent une vocation littéraire mais son père insiste pour lui faire poursuivre des études de droit, qu'il accomplira d'ailleurs brillamment, tout en distrayant ses condisciples qui l'avaient élu à la tête de l'amicale  des étudiants. L'adoption du pseudonyme de Xanrof est une mesure d'apaisement vis-à-vis de sa bourgeoise famille qui craint le scandale. Ses études terminées, il fera la conférence du stage, s'inscrira comme avocat  au barreau de Paris et entamera une carrière comme attaché de cabinet au ministère de l'Agriculture, tout en continuant à « taquiner la muse » et à écrire des vers légers qu'il met en musique tant bien que mal (il n'a pas fait de vraies études de solfège).
La chanson le Fiacre, qui deviendra une « scie » (désormais appelée « tube » ou « hit ») extrêmement populaire, une fois reprise par Yvette Guilbert lui aurait été inspirée par un incident réel et cocasse.
Il manque en effet d'être écrasé, rue Lepic, par un fiacre au cocher distrait... et pour cause, il s'agit d'une course « à l'alcôve », une réalité de la Belle époque, sujet récurrent de plaisanteries grivoises, où des couples plus ou moins légitimes prenaient leurs ébats amoureux dans l'intimité d'un fiacre dont on pouvait baisser les rideaux...mais les suspensions très souples et les mouvements de la caisse trahissaient fatalement la situation.
D'abord chantée par Félicia Mallet, comme intermède comique dans l'opérette Les Mohicans de Paris (d'après le roman d'Alexandre Dumas) et publiée dans un recueil intitulé Chansons sans gêne elle devint un succès planétaire lorsque Yvette Guilbert l'incorpora à son répertoire.
À partir de ce succès, Xanrof démissionne du Barreau et se consacre entièrement à la chanson et à l'opérette, qui lui apporteront fortune et célébrité.
Il collabore au quotidien Le National, où il chronique la chanson au jour le jour ; au Courrier français, qui publiait de lui une chanson par semaine ; à la Lanterne, où il rédigeait la chronique judiciaire ; à Gil Blas, où lui fut confiée la chronique théâtrale ; au Quotidien illustré, où il était chargé de la « soirée » ainsi qu'à la rubrique spectacles du Figaro, du Figaro illustré, à la Revue illustrée et dans maints autres journaux.
Il est, en 1897, avec d'autres, comme Puvis de Chavannes et Adolphe Willette, un des parrains du cortège de la Promenade de la Vache enragée, ou Vachalcade, parodie de la Promenade du Bœuf Gras au Carnaval de Paris.
Il épouse une jeune cantatrice, Mlle Carrère, et devient un des principaux administrateurs de la SACEM où sa formation d'avocat est appréciée pour résoudre les conflits de droits d'auteur.
Il devient membre de l'Académie de l’humour fondée en France en 1930, par Romain Coolus et Curnonsky.
Il est enterré au cimetière de Montmartre, section 25.

## Œuvres
- Rive gauche, chansons d'étudiants (1888)
- Chansons sans-gène (1890)
- Chansons parisiennes, répertoire du Chat noir (1890-1891)
- Chansons à Madame (1891)
- Pochards et pochades, histoires du Quartier Latin (1891)
- Chansons à rire (1892)
- L'Amour et la vie, nouvelles (1894)
- Lettres ouvertes (1894)
- Bébé qui chante (1894)
- Chansons ironiques (1895)
- La Forme ! la fô.. ô.. orme ! (1897)
- Juju, recueil de nouvelles et de saynètes (1897)
- L'Œil du voisin, recueil de contes (1897)
- De l'autel à l'hôtel (1902)
- Une et un font trois (1903)
- C'est pour rire (1911)
- Le Mécanique de l'Esprit (1931)
- Chacun treize à la douzaine (1933)

Théâtre
- Chez le peintre, farce d'atelier en 1 acte, avec M. Bernac, Paris, Théâtre d'Application, 8 mars 1888
- Ohé, l'amour ! revue en 2 tableaux, avec Cellarius, Paris, Scala, 18 avril 1896
- Madame Putiphar, opérette en 3 actes, avec Ernest Depré, musique d'Edmond Diet, Paris, Théâtre de l'Athénée, 27 février 1897
- Pour être aimée, comédie en 3 actes, avec Michel Carré, Paris, Théâtre de l'Athénée, 27 février 1901
- Le Prince consort, comédie en 3 actes, avec Jules Chancel, Paris, Théâtre de l'Athénée, 25 novembre 1903
- Son premier voyage, comédie en 1 acte et 2 tableaux, Paris, Théâtre des Deux Masques, 5 novembre 1905
- En douceur, comédie en 1 acte, avec Pierre Veber, Paris, Théâtre des Mathurins, 23 octobre 1906
- Un coup de foudre, vaudeville en 3 actes, Paris, Théâtre des Folies-Dramatiques, 16 avril 1908
- S.A.R. (Son Altesse royale), comédie musicale en 3 actes, avec Jules Chancel, musique d'Ivan Caryll, Paris, Théâtre des Bouffes-Parisiens, 11 novembre 1908
- Rève de valse, opérette en 3 actes, adaptation de Léon Xanrof et Jules Chancel, d'après F. Dörmann et L. Jacobson, musique d'Oscar Straus, Paris, Théâtre de l'Apollo, 1910
- Les Petites étoiles, opérette en 3 actes, avec Pierre Veber, musique de Henri Hirchmann, Paris, Théâtre Apollo, 23 décembre 1911

Cinéma
- La Fête de Marguerite, scénario de Léon Xanrof, Pathé frères, 1911